# Bourniquel
Bourniquel ist eine französische Gemeinde mit 67 Einwohnern (Stand 1. Januar 2022) im Département Dordogne in der Region Nouvelle-Aquitaine (vor 2016: Aquitanien). Sie gehört zum Arrondissement Bergerac und zum Kanton Lalinde.
Der Name in der okzitanischen Sprache lautet Borniquèl und geht auf den Namen der Frankenkönigin Brunichild zurück.
Die Einwohner werden Bourniquelois und Bourniqueloises genannt.

## Geographie
Bourniquel liegt ca. 25 Kilometer östlich von Bergerac in der Region Bergeracois der historischen Provinz Périgord.
Umgeben wird Bourniquel von den Nachbargemeinden:
|       | Pontours                                    |                    |
| Bayac | Kompassrose, die auf Nachbargemeinden zeigt | Molières           |
|       | Beaumontois en Périgord                     | Saint-Avit-Sénieur |

Bourniquel liegt im Einzugsgebiet des Flusses Dordogne. Der Roumaguet, ein Nebenfluss der Couze, markiert zu einem großen Teil die Grenze zu den südlichen Nachbargemeinden Beaumontois en Périgord und Saint-Avit-Sénieur.

## Geschichte
Die Entdeckung zahlreicher urgeschichtlicher Werkzeuge belegen eine frühe Besiedelung des Landstrichs. Die attraktive geografische Lage auf einer Hügelkette, die die Täler der Dordogne und des Roumaguet trennen, hat sicherlich dazu beigetragen. Die Menschen des Solutréen (24.000–18.000 v. Chr.) und des Magdalénien (18.000–12.000 v. Chr.) haben eine große Zahl von Werkzeugen und Kunstgegenständen hinterlassen, die an zwei bedeutenden Fundorten auf dem Gebiet der Gemeinde zutage gebracht wurden. Die Mehrzahl der Artefakte sind heutzutage auf verschiedene Museen aufgeteilt. In der Nähe des Ortsteils Pujol befinden sich außerdem zwei Grabhügel, von denen einer ein Skelett verbarg, das 1883 ans Licht befördert wurde.

### Toponymie
Toponyme und Erwähnungen von Bourniquel waren:
- Bruniquel (1281, Collection de l’abbé de Lespine),
- Bruniquellum (1286),
- Bourniquel (1750, 1793 und 1801, Karte von Cassini, Notice Communale bzw. Bulletin des Lois).[5][6][7]

### Einwohnerentwicklung
Nach Beginn der Aufzeichnungen stieg die Einwohnerzahl in der Mitte des 19. Jahrhunderts auf einen Höchststand von rund 370. In der Folgezeit sank die Größe der Gemeinde bei kurzen Erholungsphasen bis zu den 1990er Jahren auf rund 50 Einwohner, bevor sich ein Niveau von rund 65 Einwohnern einstellte, das heute noch gehalten wird.
| Jahr      | 1962 | 1968 | 1975 | 1982 | 1990 | 1999 | 2006 | 2010 | 2022 |
| --------- | ---- | ---- | ---- | ---- | ---- | ---- | ---- | ---- | ---- |
| Einwohner | 112  | 62   | 88   | 78   | 52   | 61   | 63   | 68   | 67   |

## Sehenswürdigkeiten

### PfarrkircheSainte-Madeleine
Die Maria Magdalena geweihte Kirche wurde im 12. Jahrhundert im romanischen Stil errichtet. Spuren von vier viereckigen Säulen und von innenliegenden Strebepfeilern lassen den Schluss zu, dass es einst eine Kuppel über dem letzten Joch vor der Apsis gab, die ursprünglich mit Blendarkaden versehen war. Gerötete Steine verraten, dass das Gebäude während der Zeit der Katharer oder während der Hugenottenkriege in Brand gesteckt wurde. Ein Vertrag aus dem Jahre 1781 belegt die Durchführung von umfangreichen Baumaßnahmen, Erneuerung des Dachstuhls, Durchbruch von zwei Fenstern in der südlichen Wand, Verkleidung der Decke mit Tannenholz und Errichtung des Glockengiebels, wie die Jahreszahl „1781“ belegt, die in der westlichen Fassade eingraviert ist. Eine Zeichnung von Léo Drouyn aus dem Jahre 1846 zeigt die Kirche gleichsam als Ruine. Sie belegt die Restaurierung des Gotteshauses in der Mitte des 19. Jahrhunderts. Das Eingangsportal, die Sakristei und die Seitenkapellen sind 1848 neu errichtet worden, wie die entsprechende Jahreszahl über dem Eingangsportal anzeigt, die allerdings heute nicht mehr lesbar ist. Zur gleichen Zeit wurde die südliche Fassade von der südwestlichen Ecke und seinem dicken Strebepfeiler mit Wassernase bis ungefähr einem Meter vor dem kleinen südlichen Eingang zum Langhaus erhöht. Das Kreuzrippengewölbe in der südwestlichen Ecke des Langhauses ist ebenfalls das Resultat einer modernen Neukonstruktion.

### Schloss Cardoux

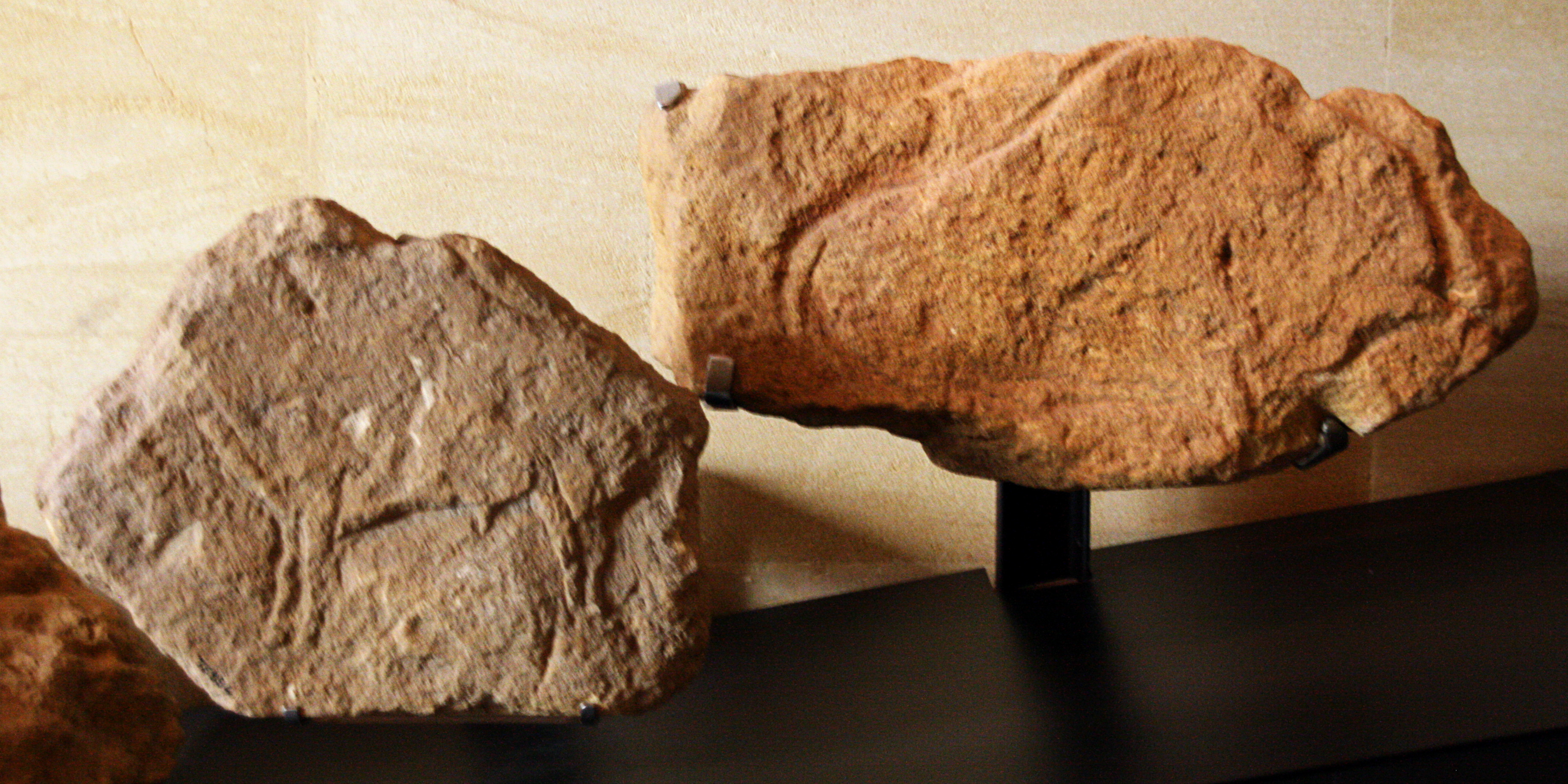
Darstellungen von Bisons

Zumindest der Grundbau des heutigen Schlosses datiert aus dem 14. Jahrhundert. Im 15. Jahrhundert wurde das Anwesen umgestaltet. Im 18. und im 19. Jahrhundert erfuhr das Schloss umfangreiche Restaurierungsarbeiten und eine Umwandlung von einem militärischen Bauwerk zu einem Ort der Erholung und Sommerfrische. Im 19. Jahrhundert wurde insbesondere die Schlosskapelle errichtet. Die Familie Feytou verfügte im 14. Jahrhundert über das Lehen, anschließend die Familie Beaudet. Diese besaßen das Recht der Fischerei auf der Dordogne und gestalteten ihr Wappen mit drei silbernen Angelhaken auf rotem Hintergrund. Unter der Herrschaft des französischen Königs Ludwig XV. gelangte das Schloss in die Hände der Familie Saint-Exupéry. Ein Mitglied dieser Familie war 1775 hier geboren. Er war Ritter des Malteserordens und Marineoffizier und fiel bei Abukir. Das Schloss ist heute noch im Eigentum der Familie Saint-Exupéry, dessen bekanntestes Mitglied Antoine de Saint-Exupéry war. Im Schlossgarten wächst eine Libanon-Zeder, die zweifellos gepflanzt wurde kurze Zeit nach der Einführung dieser Baumart in Frankreich durch Bernard de Jussieu. Die Zeder gehört zu den bemerkenswertesten Bäumen Frankreichs.

### Archäologischer FundortChamps-BlancsoderJean-Blancs
Der Fundort mit Artefakten aus dem Jungpaläolithikum ist seit dem 11. März 1943 als Monument historique klassifiziert.

### Archäologischer Fundortdu Malpas
Der Fundort mit Artefakten aus dem Solutréen ist seit dem 11. November 1927 als Monument historique klassifiziert.

## Wirtschaft und Infrastruktur

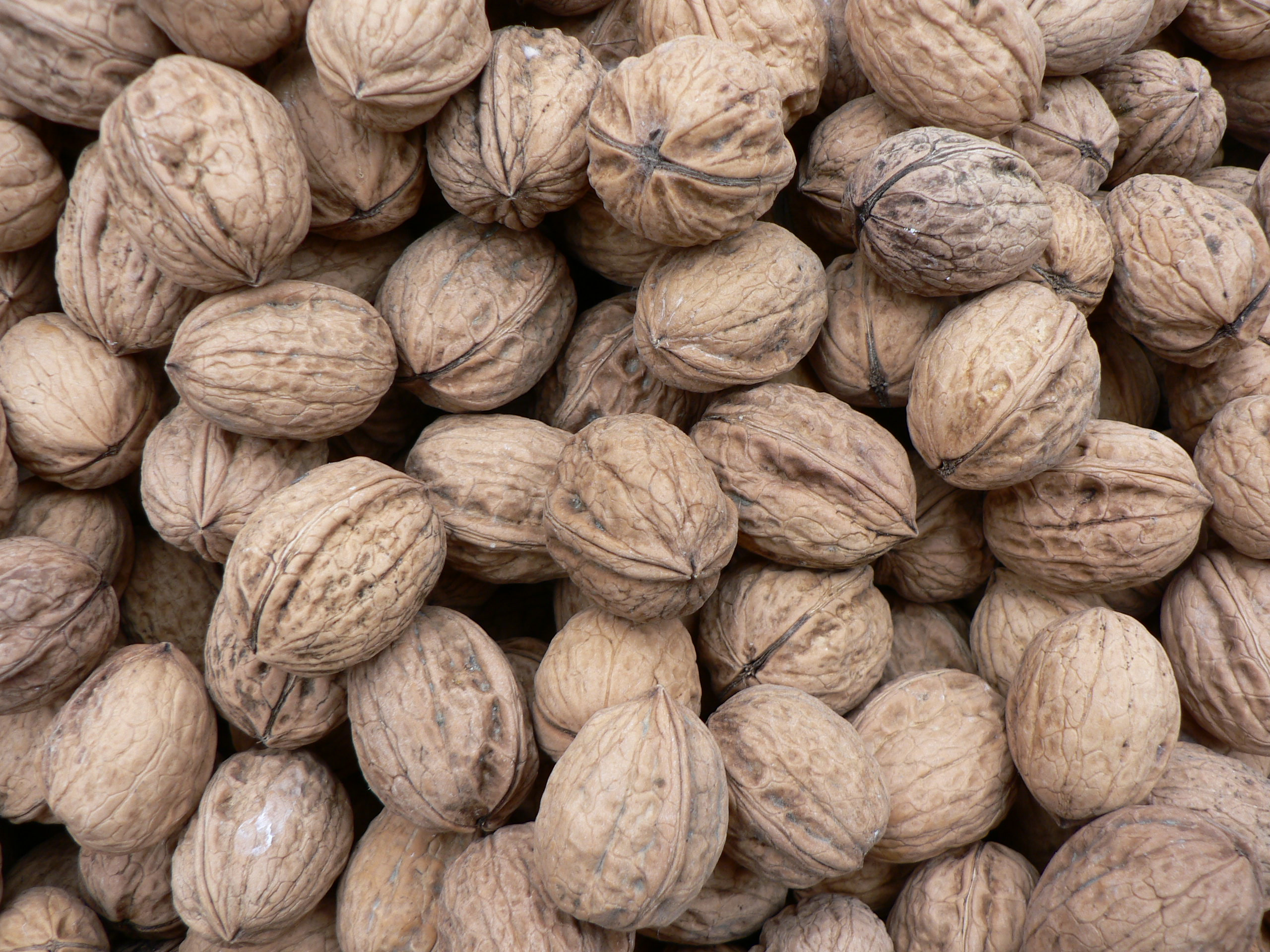
Walnüsse

Bourniquel liegt in den Zonen AOC der Noix du Périgord, der Walnüsse des Périgord, und des Nussöls des Périgord.

### Sport und Freizeit
Der Fernwanderweg GR 6E führt am Zentrum von Bourniquel vorbei. Er ist ein ca. 20 km langes Verbindungsstück zwischen dem GR 6 bei Couze-et-Saint-Front und dem GR 36 bei Sainte-Croix.

### Verkehr
Die Route départementale 8E4 verbindet die Gemeinde im Norden mit Lalinde. Außerdem ist Bourniquel erreichbar über die Routes départementales 27 und 660, die ehemalige Route nationale 660.